# La Roulette
Cyclecars La Roulette war ein französischer Hersteller von Automobilen.

## Unternehmensgeschichte
Das Unternehmen aus Courbevoie begann 1912 mit der Produktion von Automobilen. Der Markenname lautete La Roulette. 1913 endete die Produktion.

## Fahrzeuge
Das einzige Modell 8/10 CV war ein Cyclecar. Es war mit einem V2-Motor ausgestattet. Die Karosserie bot Platz für zwei Personen hintereinander. Ein Fahrzeug nahm 1913 am Grand Prix Cyclecar teil.